# Idaea pulverulenta
Idaea pulverulenta là một loài bướm đêm trong họ Geometridae.